# Wiebesia clavata
Wiebesia clavata är en stekelart som beskrevs av Wiebes 1993. Wiebesia clavata ingår i släktet Wiebesia och familjen fikonsteklar.
Artens utbredningsområde är Filippinerna. Inga underarter finns listade i Catalogue of Life.